# Schmidmühlen
Schmidmühlen település Németországban, azon belül Bajorországban. Lakosainak száma 2365 fő (2023. december 31.).

## Népesség
A település népessége az elmúlt években az alábbi módon változott:
| Lakosok száma | 912  | 1894 | 2172 | 2217 | 2353 | 2317 | 2302 | 2321 | 2329 | 2365 |
|               | 1875 | 1950 | 1975 | 1987 | 2012 | 2014 | 2016 | 2017 | 2021 | 2023 |